# Quadra Guillem
La Quadra Guillem és una obra de Barruera, al municipi de la Vall de Boí (Alta Ribagorça) inclosa a l'Inventari del Patrimoni Arquitectònic de Catalunya.

## Descripció
Element adossat a la casa pairal més antiga de la població.
Encara que tenen elements comuns, és un altre edifici posterior amb coberta diferenciada per un canvi de direcció. La porta inferior ha estat transformada en porta de la casa i de la part inferior de la quadra, aquesta amb arc de mig punt de pedra tosca sembla l'element més antic del conjunt.
L'accés a la planta superior de la quadra es realitza a peu pla per una porta en la façana nord de l'immoble.

## Història
Segle XVI. Posterior.